# Родригес, Эмилиано
Эмилиано Родригес (исп. Emiliano Rodríguez; род. 10 июня 1937, Гаррафе-де-Торио) — испанский профессиональный баскетболист. Родригес был одним из лучших европейских баскетболистов 1960-х годов, прекрасно действовал в атаке, был настоящим джентльменом. При небольшом росте (по разным источникам от 186 до 191 сантиметров) играл на позиции лёгкого форварда. Родригес начинал спортивную карьеру в скромном каталонском клубе «Аисмалибар», в 1960 году перешёл в «Реал Мадрид». За национальную сборную Испании он провёл 175 матчей, был участником двух Олимпиад (1960 и 1968 годов) и семи чемпионатов Европы. После завершения карьеры был президентом ассоциации ветеранов «Реала». Родригес был включён в Зал славы ФИБА в 2007 году, а в 2008 году назван в числе 50 человек, внесших наибольший вклад в развитие Евролиги.

## Достижения
- Обладатель Кубка европейских чемпионов (4): 1964, 1965, 1967, 1968
- Чемпион Испании (12): 1961—1966, 1968—1973
- Обладатель Кубка Испании (9): 1961, 1962, 1965, 1966, 1967, 1970, 1971, 1972, 1973
- Лучший бомбардир чемпионата Испании: 1959, 1963, 1964
- Самый ценный игрок чемпионата Европы 1963
- Обладатель приза ЮНЕСКО за честную игру (1973)
- Включён в Зал славы ФИБА (2007)